# هدمارك
```
هدمارك
 (ب
النرويجية
: 
Hedmark
) هي 
مقاطعة نرويجية
 تقع في الجنوب الشرقي من 
مملكة النرويج
. تضم المقاطعة 22 بلدة، أهمها 
هامار
 (المركز الإداري) 
وكونغسفينغر
 
وإلفروم
.
```

```
تبلغ مساحة هيدمارك حوالي 27,397 كم². وتشتهر ب
غاباتها
 الشاسعة التي تزود النرويج بالكثير من الأخشاب.
```

## أعلام
- جورج إردمان
- فاوست

## روابط خارجية
- الموقع الرسمي (باللغة النرويجية، والإنجليزية)
- الموسوعة النرويجية الكبرى (باللغة النرويجية)